# Municipio de Mayfield (Dakota del Sur)
El municipio de Mayfield (en inglés: Mayfield Township) es un municipio ubicado en el condado de Yankton en el estado estadounidense de Dakota del Sur. En el año 2010 tenía una población de 206 habitantes y una densidad poblacional de 2,18 personas por km².

## Geografía
El municipio de Mayfield se encuentra ubicado en las coordenadas 43°7′55″N 97°20′59″O / 43.13194, -97.34972. Según la Oficina del Censo de los Estados Unidos, el municipio tiene una superficie total de 94.64 km², de la cual 94,57 km² corresponden a tierra firme y (0,07 %) 0,07 km² es agua.

## Demografía
Según el censo de 2010, había 206 personas residiendo en el municipio de Mayfield, donde la densidad de población era de 2,18 hab./km². De los 206 habitantes, el municipio de Mayfield estaba compuesto por el 99,51 % blancos y el 0,49 % eran de una mezcla de razas. Del total de la población el 0 % eran hispanos o latinos de cualquier raza.